# 호국로 (영천 경주)
호국로(Hoguk-ro)는 경상북도 영천시 중앙동 시청오거리와 경주시 강동면 강동 나들목을 잇는 경상북도의 도로이다.

## 역사
- 2009년 7월 30일 : 2개 이상 시·군에 걸쳐 있는 도로로 호국로를 고시[1]
- 2010년 5월 27일 : 호국로 구간에서 영천시 국도대체우회도로 구간을 제외하고 구 국도 제28호선 구간으로 변경[2]

## 주요 경유지
경상북도
- 영천시 - 경주시

## 노선
- 연한 분홍색(■): 국도 제28호선 구간

| 이름                               | 접속 노선                        | 소재지                | 소재지                                      | 비고                           |
| 최무선로와 직결                    | 최무선로와 직결                  | 최무선로와 직결       | 최무선로와 직결                             | 최무선로와 직결                |
| ---------------------------------- | -------------------------------- | --------------------- | ------------------------------------------- | ------------------------------ |
| 시청오거리                         | 시청로 완산로 동문길             | 영천시                | 중앙동                                      | 국가지원지방도 제69호선 구간   |
| 동부사거리                         | 동부로                           | 영천시                | 동부동                                      | 국가지원지방도 제69호선 구간   |
| 신망정사거리                       | 망정로 영화로                    | 영천시                | 동부동                                      | 국가지원지방도 제69호선 구간   |
| 조교삼거리                         | 국가지원지방도 제69호선 (포은로) | 영천시                | 동부동                                      | 국가지원지방도 제69호선 구간   |
| 단포교                             |                                  | 영천시                | 동부동                                      |                                |
| 고경면                             |                                  | 영천시                |                                             |                                |
| 고경삼거리                         | 배골길 상리공단길                | 영천시                |                                             |                                |
| 고경면 행정복지센터 고경버스정류장 |                                  | 영천시                |                                             |                                |
| (용내기입구)                       | 차당실로                         | 영천시                |                                             |                                |
| 해선 교차로                        | 국도 제28호선 (영천우회도로)     | 영천시                |                                             |                                |
| (가수리)                           | 가수길                           | 영천시                |                                             |                                |
| 가수1교 가수2교 석계교             |                                  | 영천시                |                                             |                                |
| 청정 교차로                        | 지방도 제904호선 (용담로)        | 영천시                |                                             |                                |
| 시티재                             |                                  | 영천시                |                                             |                                |
| 경주시                             | 안강읍                           |                       |                                             |                                |
| 경주시                             | 안강읍                           | 안강대교              |                                             |                                |
| 경주시                             | 안강읍                           | (하곡)                | 하곡강교길                                  |                                |
| 경주시                             | 안강읍                           | 하곡교                | 성산서당길                                  |                                |
| 경주시                             | 안강읍                           | (두류)                | 두류길                                      |                                |
| 경주시                             | 안강읍                           | 옥산1교               |                                             |                                |
| 경주시                             | 안강읍                           | 옥산서원입구          | 옥산서원길                                  |                                |
| 경주시                             | 안강읍                           | 안강검문소 제2옥산교  |                                             |                                |
| 경주시                             | 안강읍                           | (우방입구)            | 구부랑길                                    |                                |
| 경주시                             | 안강읍                           | (이름 없음)           | 안강중앙로                                  |                                |
| 경주시                             | 안강읍                           | 안강 나들목           | 국가지원지방도 제68호선 (안현로)            | 국가지원지방도 제68호선과 중복 |
| 경주시                             | 안강읍                           | 안강철도육교          |                                             | 국가지원지방도 제68호선과 중복 |
| 경주시                             | 안강읍                           | 안강 교차로           | 국가지원지방도 제68호선 (형산로) 안강중앙로 |                                |
| 경주시                             | 제2강동대교                      |                       | 강동면                                      |                                |
| 경주시                             | (양동마을입구)                   | 양동마을길            | 강동면                                      |                                |
| 경주시                             | 인동대교                         |                       | 강동면                                      | 경주 방면                      |
| 경주시                             | 강동 나들목                      | 국도 제7호선 (산업로) | 강동면                                      |                                |

## 주요 건물 및 시설
- 동부파출소 (경상북도 영천시 호국로 88-1)
- 영천시선거관리위원회 (경상북도 영천시 호국로 140)
- 영천소방서 (경상북도 영천시 호국로 187)
- 영천동부초등학교 (경상북도 영천시 호국로 209)
- 단포초등학교 (경상북도 영천시 고경면 호국로 343)
- 단포작은도서관 (경상북도 영천시 고경면 호국로 361-11)
- 단포치안센터 (경상북도 영천시 고경면 호국로 363)
- 육군3사관학교 (경상북도 영천시 고경면 호국로 495)
- 영천단포우체국 (경상북도 영천시 고경면 호국로 496)
- 영남건설기술교육원 (구 청경초등학교, 경상북도 영천시 고경면 호국로 791)
- 고경보건지소 (경상북도 영천시 고경면 호국로 1065-20)
- 고경면 행정복지센터 (경상북도 영천시 고경면 호국로 1065-23)
- 고경파출소 (경상북도 영천시 고경면 호국로 1079)
- 고경버스정류장 (경상북도 영천시 고경면 호국로 1080)
- 영천고경우체국 (경상북도 영천시 고경면 호국로 1081)
- 고경중학교 (경상북도 영천시 고경면 호국로 1264)
- 고경초등학교 (경상북도 영천시 고경면 호국로 1276)
- 가온누리캠핑체험장 (구 옥산초등학교 하강분교, 경상북도 경주시 안강읍 호국로 2037)
- 옥산치안센터 (경상북도 영천시 고경면 호국로 2355)